# Iapetus (thần thoại)
Trong thần thoại Hy Lạp, /aɪˈæpɪtəs/, Iapetus (I là i hoa, không phải l thường) cũng được gọi là Japetus (tiếng Hy Lạp cổ: Ἰαπετός Iapetos), là một Titan, con trai của Uranus và Gaia.